# Gang

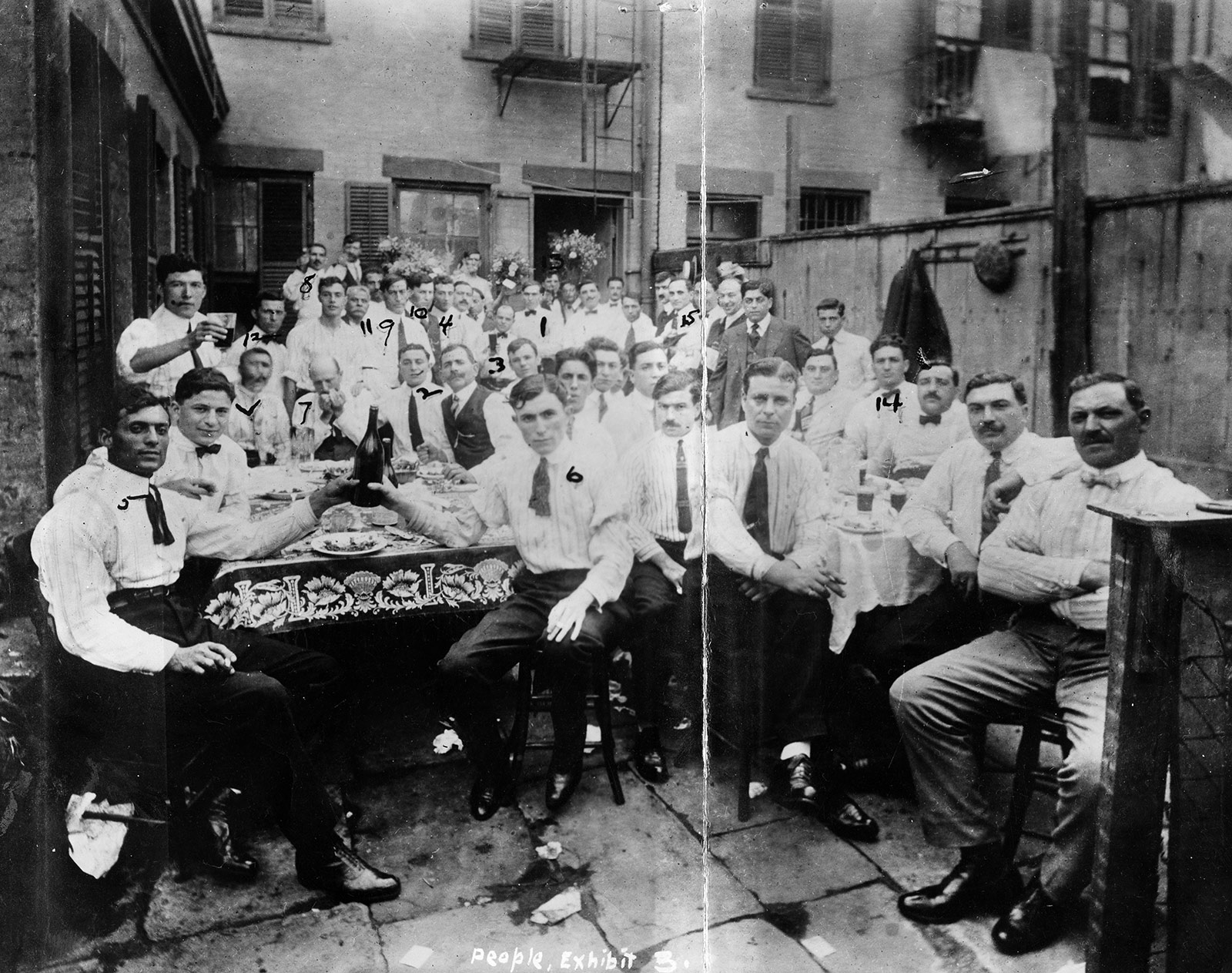
Gang Navy Street z Nowego Jorku

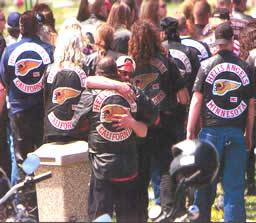
Członkowie Hells Angels

Gang – wieloczłonowa, hierarchiczna struktura, której celem jest prowadzenie ciągłej działalności przestępczej i czerpanie z niej zysków.
Charakteryzuje się wyraźnym podziałem zadań między członkami. Cechą wyróżniającą gang jest specyficzny styl życia osób do niego należących. Zaliczyć do niego można: negowanie norm obyczajowych i prawnych, określony ubiór, określony sposób spędzania wolnego czasu, przebywanie w wyznaczonych miejscach oraz kontrola przestrzeni (na przykład dzielnic).
Gang często zorganizowany jest na wzór przedsiębiorstwa prowadzącego działalność gospodarczą. Jego struktura może być mocno rozbudowana (na przykład Cosa Nostra) i może posiadać międzynarodowe powiązania (tak jak w przypadku karteli narkotykowych w Ameryce Południowej).

## Gangi w Polsce
W Polsce gangi swoje nazwy (nadane przez prasę) zaczerpnęły od miast położonych w pobliżu Warszawy. Największymi z nich były: gang pruszkowski (kontrolujący tereny na zachód, północ i południe od stolicy kraju, czerpiący zyski z haraczy i wymuszeń) oraz gang wołomiński (nadzorujący granicę wschodnią). Ich najszersza działalność przypadła na lata 90. XX wieku, w tym do przełomu 1992 i 1993 we współpracy (między innymi na gruncie obrotu nielegalnym spirytusem). Później, na tle nieporozumień finansowych, nastąpił okres antagonizmu, którego skutkiem były zamachy bombowe i uliczne strzelaniny, w wyniku których śmierć poniosło kilkudziesięciu członków zwaśnionych gangów. Najwyższych rangą członków gangu pruszkowskiego, w tym część tak zwanego zarządu, funkcjonariusze Centralnego Biura Śledczego Policji (CBŚP) zatrzymali latem 2000.
W latach 2000–2014 funkcjonariusze CBŚP rozbili lub zdestabilizowali w Polsce 2687 struktur przestępczych.